# Pseudanisentomon guangxinicum
Pseudanisentomon guangxinicum är en urinsektsart som först beskrevs av Yin och Zhang 1982.  Pseudanisentomon guangxinicum ingår i släktet Pseudanisentomon och familjen trakétrevfotingar. Inga underarter finns listade i Catalogue of Life.